# U:fon
U:fon byla mobilní CDMA síť (provozovatel Air Telecom, později jménem U:fon). Již od roku 2007 nabízí mobilní internet, bezdrátovou pevnou linku a digitální vysílačky. Od června 2008 mohli zákazníci v této síti rovněž využívat mobilní hlasové služby. V roce 2010 pak poskytla síť U:fon jako první v ČR své zázemí novým virtuálním mobilním operátorům. Provozovatel sítě U:fon, společnost Air Telecom, poskytuje své datové služby prostřednictvím technologií CDMA 2000 a EVDO revize A, jež je datovou sítí 3. generace, plně srovnatelnou s UMTS/HSDPA. Předností této technologie je oproti GSM sítím zejména zajištění širšího pokrytí signálem i s nižším počtem základnových stanic. V letech 2017-2021 působila tato síť pod názvem Nordic Telecom.

## Historie
Původně nejmladší český mobilní operátor U:fon spustil svoji síť 14. května 2007. Ke konci jeho působení pokrýval 90 % populace v České republice. Jeho provozovatelem do roku 2010[zdroj?] byla společnost MobilKom a.s., která byla vlastněna investiční společností Penta Investments. Poté byl operátor odkoupen společností Divenno Holdings Limited a od 1.11.2012 je novým provozovatelem společnost Air Telecom a.s., která operátora koupila bez historických dluhů.
Air Telecom jako čtvrtý mobilní operátor v ČR také od roku 2013 nabízí služby v GSM standardu prostřednictvím své sítě AIR. Služby GSM jsou provozovány v síti mobilního operátora T-Mobile.  Služby operátora U:fon k roku 2009 využívalo 135 000 zákazníků.

## Mobilní síť
Mobilní síť U:fon se zaměřovala jak na rychlé mobilní připojení k Internetu pomocí přístupové technologie CDMA 2000 EV-DO Rev. A, tak na hlasové služby „pevné“ - (domácí „pevné“ linky - tato domácí „pevná“ linka nefunguje na principu klasické pevné linky) a služby mobilní na frekvencích 410 až 430 MHz. Jedná se o nový typ mobilní sítě, protože přístup CDMA byl pro tyto kmitočty standardizován společností Qualcomm v roce 2006 (CDMA2000 byla původně projektována pro pásma okolo 2 GHz). V tomto standardu se počítá s teoretickými maximálními přenosovými rychlostmi až 3,1 Mbit/s, při použití Rev. B až s rychlostmi okolo 4,9 Mbit/s. Síť podporuje možnosti využití QoS, což je řízení datových toků v přenosových sítích.

## „Pevné linky“
U:fon nabízel také tarify pro domácí „pevné“ linky, které kromě volání umožňují také posílání SMS. V roce 2013 aktuálně nabízel tarify MINI, STANDARD a RELAX. „Pevné“ linky jsou určeny jak do domácností, tak i pro firmy. Pro domácnosti nabízí U:fon především benefit volání a SMS ve vlastní síti zdarma. Za volání platí uživatelé aktuálně 1,50 Kč za minutu, což platí pro hovory jak na pevné linky, tak do mobilních sítí. Stejná cena platí také pro telefonování do pevných sítí vybraných zemí Evropy, do Ruska, Kanady a USA.
„Pevná linka“ od společnosti U:fon se nepřipojovala na standardní pevnou telefonní síť, ale funguje bezdrátově a využívá CDMA technologii (nejedná se tedy o pevnou linku v pravém slova smyslu). Z tohoto důvodu (využití bezdrátové CDMA technologie), je tedy možné zřídit tuto „pevnou linku“ i v místech, kde není zavedena běžná telefonní přípojka.

## Telefonní předvolby
- U:fon mobil: 790
k 1. 1. 2023 již Nordic Telecom mobilní služby nenabízí a předvolba 790 předchází pod T-Mobile a O2[zdroj?]
- U:fon internetové volání: 910

## Značkové prodejny
U:fon v roce 2007 spustil také projekt vlastních značkových prodejen v různých obchodních domech po celé ČR. V roce 2009 vedení však rozhodlo, že se vydají cestou nízkonákladového operátora a veškeré prodejny byly uzavřeny a nahradily je levnější partnerské prodejny, kde si zákazník může také službu zakoupit. Osobní kontakt se s provozovatelem byl následně možný pouze v Praze.